# Traian Popoviciu
Traian Popoviciu (n. 1 mai 1894, Arad, Austro-Ungaria – d. 18 decembrie 1952, București, România) a fost un medic participant la Marea Adunare Națională de la Alba Iulia din 1 Decembrie 1918 ca delegat al studenților români din Budapesta, organizați în Societatea academică Petru Maior. Mai târziu, clinician-ginecolog, obstetrician, om de știință, profesor și șef al Clinicii Ginecologice și Obstetricale din Cluj. 

## Biografie și familie
Traian Popoviciu s-a născut la 1 mai 1894, în comuna Berechiu (județul Arad), ca fiu al preotului Ioan și al Mariei, născută Suciu. 

## Studii
Școala primară și primele patru clase de liceu le-a urmat la Salonta, iar ultimele, la Blaj. Studiile universitare le-a făcut la Budapesta ca bursier al fundației Emanoil Gojdu. În toamna anului 1918 era student în anul al V-lea al Facultății de Medicină din Budapesta. 
A făcut călătorii de studii în centrele medicale din Europa. A participat la o serie de congrese naționale și internaționale cu tematica de ginecologie și obstetrică. La Paris a participat la Congresul Internațional de „Bibliografie medicală”, ca reprezentant al revistei „Clujul Medical”.

## Viața și activitatea
După declanșarea Primului Război Mondial a fost mobilizat pe diferite fronturi de luptă, lucrând la început în calitate de cadet sanitar, apoi sublocotenent-medic. Intermitent, primind scurte concedii, se prezenta și la examene la facultate, astfel că n-a pierdut prea mulți ani din cauza concentrării pe front sau la spitale. Îndată după ce a izbucnit revoluția din 30 octombrie 1918 la Budapesta, a plecat la Arad, unde a luat parte la constituirea Comitetului Gărzilor Naționale. Membrii au pornit apoi în județ pentru constituirea Gărzilor Naționale în comunele Șicula, Cermei, Berechiu, Talpoș și Sepreuș. 
A activat mai mult în comuna natală, la Berechiu, comună pur românească, înconjurată de păduri dese. Datorită calităților sale nu s-a lovit de greutăți în organizarea Marșului spre Alba Iulia. La sfârșitul lunii noiembrie 1918 a fost ales delegat, reprezentant al studenților români din Budapesta, la Marea Adunare Națională de la Alba Iulia. La întoarcerea de la Alba Iulia, în gara din Budapesta, era să fie împușcat de către ofițeri șovini aflați sub influența băuturilor alcoolice.
În martie 1919 a primit diploma de doctor în medicină și chirurgie, după care s-a întors în țară, la Cluj. În același an a fost numit preparator la Clinica de chirurgie din Cluj, iar din 1922 a fost promovat asistent. Din 1926 s-a transferat la Clinica ginecologică în calitate de șef de lucrări. Și-a luat docența în 1930 și în 1934 a devenit conferențiar și profesor din anul 1945.
Paralel cu activitatea la Clinica chirurgicală, a lucrat și ca medic de circumscripție în cartierul clujean Mănăștur, locuit de țărani și muncitori. Apoi într-o anumită perioadă de timp a lucrat în mod benevol la „Biroul de locuințe”, al municipiului Cluj, ocupându-se de plasarea persoanelor nevoiașe în locuințe igienice.
A elaborat zeci de lucrări științifice cu variate teme din domeniul ginecologiei și obstetricii. A scris cârți precum: „Problema îmbătrânirii”, „Terapia ginecologică”, „Practica obstetricală” și „Manual de obstetrică pentru studenți și pentru mediici” (fiind primul din țară) .
A fost președintele Asociației Docenților Universitari de la Facultatea de Medicină din Cluj, între anii 1930-1932, președinte al Cercului de Studii Obstetrico-Ginecologice, până în anul 1951 și președinte al Federației Societății de Popice din România. 
A murit în ziua de 18 decembrie a anului 1952, la București, unde se afla pentru a participa la lucrările Academiei. A fost depus în cripta familiei din Cimitirul Central al orașului Cluj. 